# Cantonul Oloron-Sainte-Marie-2
Cantonul Oloron-Sainte-Marie-2 este un canton francez din departamentul Pyrénées-Atlantiques.

## Istorie
Un nou decupaj teritorial al departamentului Pyrénées-Atlantiques a intrat în vigoare în 2015. Acesta a fost definit prin decretul din 25 februarie 2014, în aplicarea legilor din 17 mai 2013 (legea organică 2013-402 și legea 2013-403).
Cantonul Oloron-Sainte-Marie-2 este format dintr-o parte a comunei Oloron-Sainte-Marie și din comunele fostelor cantoane Arudy (10 comune), Laruns (8 comune), Oloron-Sainte-Marie-Est (12 comune) și Lasseube (3 comune). Este în întregime inclus în arondismentul Oloron-Sainte-Marie, iar centrul cantonal se află la Oloron-Sainte-Marie.

## Compoziție
- Oloron-Sainte-Marie - partea comunei situată pe malul drept al Gave d'Aspe și Oloron. (reședință)
- Arudy
- Aste-Béon
- Béost
- Bescat
- Bielle
- Bilhères
- Buziet
- Buzy
- Castet
- Eaux-Bonnes
- Escou
- Escout
- Estialescq
- Estos
- Gère-Bélesten
- Goès
- Herrère
- Izeste
- Laruns
- Lasseube
- Lasseubetat
- Ledeuix
- Louvie-Juzon
- Louvie-Soubiron
- Lys
- Ogeu-les-Bains
- Poey-d'Oloron
- Précilhon
- Rébénacq
- Sainte-Colome
- Saucède
- Sévignacq-Meyracq
- Verdets

## Date demografice
În 2021, cantonul avea 21.860 locuitori, înregistrând o scădere cu −0,84% față de 2015 (Pyrénées-Atlantiques: +3,43%, Franța fără Mayotte: +5,44%).